# John Lunn
John Lunn, född 1956, är en skottsk kompositör som bland annat gjort sig känd för att komponerat musik till tv-serierna Downton Abbey och The Last Kingdom. Han studerade vid Glasgow university och flyttade efter examen till London där han under lång tid fokuserade på popmusik men medverkade även i moderna dansuppsättningar, vilket i sin tur skulle leda honom in i tv-branschen. Lunn har vunnit 9 utmärkelser för sina verk och blivit nominerad ytterligare 18 gånger, däribland vann han två Emmy Awards 2012 och 2013 för musiken till Downton Abbey. 